# Al-Amin
Abū Mūsā Muḥammad bin Hārūn al-Amīn (arabsko أبو موسى محمد بن هارون الأمين), bolj znan po svojem osebnem imenu al-Amin (arabsko الأمين, dobesedno 'Zaupanja vreden'), je bil šesti kalif Abasidskega kalifata, ki je vladal leta 809 do 813, * april 787, † 24./25. september 813.
Na abasidskem prestolu je leta 809 nasledil svojega očeta Haruna al-Rašida. Leta 813 je bil med državljansko vojno proti svojemu polbratu al-Mamunu odstavljen in ubit. 

## Mladost in vprašanje nasledstva
Mohamed, bodoči kalif al-Amin, je bil rojen aprila 787 kot sin abasidskega kalifa Haruna al-Rašida (vladal 786–809) in Zubajde, potomke drugega abasidskega kalifa al-Mansurja (vladal 754–775).
Mohamed je imel starejšega polbrata Abdalaha, bodočega kalifa al-Mamuna (vladal 813–833), rojenega septembra 786.  Abdalahova mati je bila perzijska sužnja in konkubina, zato je abasidsko poreklo dalo Mohamedu prednost pred polbratom. Mohamed je bil edini abasidski kalif, ki se je skliceval na poreklo. Harun je že leta 792 od Mohameda prejel prisego zvestobe in mu dal ime al-Amin ('Zaupanja vreden'), s čimer ga je dejansko označil za svojega glavnega dediča. Abdalah je bil šele leta 799 imenovan za drugega dediča z imenom al-Mamun. Obema bratoma sta bila za učitelja dodeljena člana močne družine Barmakidov: al-Aminov učitelj je bil al-Fadl ibn Jahja, al-Mamunov pa Džafar ibn Jahja.
Dogovori so bili potrjeni in javno razglašeni leta 802, ko so se Harun in najvišji uradniki abasidske vlade odpravili na romanje v Meko. Al-Amin je nasledil Haruna v Bagdadu, medtem ko je al-Mamun ostal al-Aminov naslednik in je poleg tega vladal Velikem Horasanu. Imenovanje je bilo še posebej pomembno, ker je bil Horasan izhodišče abasidske revolucije, s katero so prišli na oblast. Horasan je ohranil privilegiran položaj med provincami kalifata. Abasidska dinastija se je  močno zanašala na vojaške voditelje in upravitelje Horasana. Mnogi člani prvotne horasanske arabske vojske (hurasanija), ki je prišla na zahod skupaj  z Abasidi, so dobili posestva v Iraku in novi abasidski prestolnici Bagdadu ter postali elitna skupina, znana kot abnāʾ al-dawla ('sinovi države/dinastije'). Obsežna prisotnost iranskega elementa v najvišjih krogih abasidske države, z družino Barmakidov kot njenimi najpomembnejšimi predstavniki, je bila zagotovo pomemben dejavnik pri imenovanju al-Mamuna, ki je bil prek svoje matere povezan z vzhodnimi iranskimi provincami, za dediča in guvernerja Horasana. Določbe sporazuma, ki jih je podrobno zapisal zgodovinar al-Tabari, so al-Mamunu v podkraljestvu Horasan podelile široko avtonomijo. 
Harunov tretji dedič, al-Mutamin, je postal odgovoren za območja ob meji z Bizantinskim cesarstvom v Zgornji Mezopotamiji in Siriji.
Ti zapleteni dogovori, potrjeni z medsebojnimi sodnimi in verskimi prisegami, jasno kažejo, da se je al-Harun zavedal velikih razlik med al-Aminom in al-Mamunom, tako v značajih kot v interesih.  Njuno latentno rivalstvo je imelo pomembne posledice: skoraj takoj po vrnitvi dvora v Bagdad januarja 803 je abasidsko elito pretresel nenaden padec družine Barmakidov z oblasti. Po eni strani je ta dogodek morda odražal dejstvo, da so Barmakidi postali premočni za kalifa, po drugi strani pa kaže tudi na vprašanje nasledstva: ker se je al-Amin postavil na stran abnāʾe, al-Mamun pa na stran Barmakidov, sta se tabora še bolj odtujila. Če je želel al-Amin uspeti, je moral zlomiti moč Barmakidov. Leta po padcu Barmakidov so bila priča vse večji centralizaciji uprave in s tem naraščanju vpliva abnāʾe, katere mnogi člani so bili postavljeni na položaje provincialnih guvernerjev in so te province postavili pod še tesnejši nadzor Bagdada. To je privedlo do nemirov v provincah, zlasti v Horasanu, kjer so imele lokalne elite dolgoletno rivalstvo z abnāʾo in so nasprotovale njihovi težnji po nadzoru nad provinco in njenimi prihodki. Stroga obdavčitev, ki jo je uvedel vidni član abnāʾe Ali ibn Isa ibn Mahan, je privedla do upora pod vodstvom Rafija ibn al-Lajta, zaradi česar je moral al-Harun v spremstvu al-Mamuna in mogočnega komornika (hadžiba) ter glavnega ministra al-Fadla ibn al-Rabija leta 808 odpotovati v provinco. Al-Mamuna so z delom vojske poslali naprej v Marv, al-Harun pa je ostal v Tusu, kjer je 24. marca 809 umrl.

## Kalif
Haruna al-Rašida je po smrti leta 809 nasledil al-Amin. Večina vojaških poveljnikov na pohodu v Horasan se je odločila ubogati ukaz novega kalifa in se vrnila v Bagdad. Vodja upornikov se je odločil, da se bo predal Harunovemu sinu al-Mamunu, novemu guvernerju Horasana. Bil je pomiloščen in potem izgonil iz zgodovinskih zapisov. Al-Amin je nadaljeval progresivno politiko svojega očeta in prvi dve leti njegove vladavine sta bili na splošno mirni. 

### Sovražnost do al-Mamuna
Al-Mamun že pred očetovo smrtjo ni zaupal al-Aminu in je prepričal očeta, naj ga vzame s seboj na pohod proti vzhodu. Harunovi generali na tem pohodu so imeli ukaz, da ostanejo pri al-Mamunu, vendar so se po Harunovi smrti vrnili v Bagdad.   
Al-Amina so k ukrepanju proti al-Mamunu spodbudili ministri, zlasti al-Fadl ibn al-Rabi, ki je al-Harunove dokumente, povezane z nasledstvom, ukazal prinesti iz Meke v Bagdad, kjer jih je uničil. Nato je na vzhod poslal agente, da bi spodbudili sovraštvo proti al-Mamunu. Agente so na meji prestregli, al-Mamunovo prošnjo, naj njegovo družino in denar pošljejo iz Bagdada v Horasan, pa je al-Amin zvrnil.  

### Upori
Ko so v Siriji izbruhnili nemiri, je al-Amin tja poslal Abd al-Malika ibn Saliha, da vzpostavi red. V hudih bojih z uporniki je bil ibn Salih ubit. 
Na vzhod je poslal dve vojski pod poveljstvom Ahmeda ibn Mazjada in Abdalaha ibn Humajda. Po al-Tabariju je vsaka štela po 20.000 mož. Zaradi spletk je med vojskama nastal razdor in sta se spopadli druga proti drugi. 
Upor proti al-Aminu v Bagdadu je vodil Husein, sin Alija ibn Ise. Upor je bil zadušen in Husejn ubit. 

### Državljanska vojna (811–813)
Al-Amin in al-Mamun sta pod vplivom svojih ministrov sprejela ukrepe, ki so še bolj polarizirali politično ozračje in naredili nepopravljiv razdor. Potem ko je al-Mamun simbolično odstranil al-Aminovo ime s svojih kovancev in iz petkovih molitev,  je al-Amin novembra 810 odstranil al-Mamuna in al-Mutamina iz nasledstva ter namesto njiju imenoval svoja sinova Muso in Abdalaha. Al-Mamun se je odzval tako, da se je razglasil za imama. Verski naziv ni neposredno izzival kalifa, a je pomenil neodvisno avtoriteto in se oziral na zgodnje dni gibanja Hašimijja, ki je Abaside pripeljalo na oblast.
Al-Amin je kljub zadržkom nekaterih ministrov in guvernerjev dva meseca pozneje, januarja 811, uradno začel državljansko vojno, ko je za guvernerja Horasana  postavil Alija ibn Isa in ga na čelu vojske 40.000 mož, izbranih iz abneʾ, poslal na vzhod, da odstavi al-Mamuna. Ali ibn Isa je imel s seboj srebrne verige, v katerih naj bi al-Mamuna pripeljal nazaj v Bagdad. Alijevo vojsko je na pohodu proti Raju prestregel sposobni al-Mamunov general Tahir bin Husein  in jo premagal. Ali je bil v spopadu ubit. 
Tahir bin Husein je zavzel Ahvaz in prevzel nadzor nad Bahrajnom ter deli Arabije. Basra in Kufa sta prisegli zvestobo al-Mamunu. Tahir je napredoval proti Bagdadu in premagal vojsko, poslano proti njemu. V Meki je Davud ibn Isa vernike spomnil, da je al-Amin uničil al-Harunove nasledstvene dokumente in verniki so prisegli zvestobo al-Mamunu. Davud je nato odšel v Marv in se predstavil al-Mamunu, ki ga je imenoval za guvernerja guvernerja Meke in Medine. 

## Zasebno življenje

### Družina
Al-Aminova edina žena naj bi bila Lubana bint Ali ibn al-Mahdi, znana po izjemni lepoti, vendar je pred poroko z njo umrl. Lubana je po njegovi smrti napisala njemu posvečeno žalostinko: 
O junak, ki ležiš mrtev na prostem, izdan od svojih poveljnikov in stražarjev. Ne jokam za tabo zaradi izgube mojega udobja in tovarištva, ampak zaradi tvojega kopja, tvojega konja in tvojih sanj. Jokam za svojim gospodarjem, ki me je ovdovel pred najino poročno nočjo.
Ena od njegovih konkubin je bila Fatima, znana tudi kot Nazima in Umm Musa, ki je bila mati njegovega sina Muse. Umrla je že med njegovim vladanjem in al-Amin je globoko je žaloval za njo.  
Druga konkubina je bila pesnica Umm Abdulah, mati njegovega sina Abdulaha.
Tretje je bila Arib, ki je trdila, da je hči Džafarja ibn Jahje, člana družine Barmakidov, in da so jo kot otroka ugrabili in prodali, ko so Barmakidi izgubili svoj vpliv. Al-Amin jo je prodal svojemu bratu al-Mamunu. Bila je priznana pesnica, pevka in glasbenica.
Konkubina Farida je bila vzgojena je bila v Hidžazu. Sprva je služila al-Rabiju ibn Junusu, komorniku Haruna al-Rašida, kjer se je naučila peti. Kasneje je prišla v last družine Barmakidov. Po smrti Džafarja ibn Jahje in padcu Barmakidov se je skrila in je kljub prizadevanjem kalifa al-Rašida, da bi jo našel, ostala nedosegljiva. Po al-Rašidovi smrti je postala al-Aminova last in ostala z njim do njegove smrti, nakar je pobegnila. Kasneje se je poročila z al-Hajthamom ibn Basamom in mu rodila sina Abdulaha. Po al-Hajthamovi smrti se je poročila z al-Sindijem ibn al-Harašijem.
Konkubina Hadija je bila pevka. Peti jo je naučil in jo al-Aminu predstavil njegov stric Ibrahim ibn al-Mahdi.
Badhal je bila pred njim konkubina al-Aminovega bratranca Džafarja bin al-Hadija. Prihajala je iz Medine in odraščala v Basri. Opisovali so jo kot očarljivo žensko s svetlo poltjo, hvalili pa so jo zaradi njenega glasbenega talenta, zlasti zaradi njene spretnosti igranja na instrumente. Bila je znana po svojih izjemnih sposobnostih pisanja besedil in petja. Po al-Aminovi smrti je postala konkubina Alija bin Hišama.
Daf je bila pevka in ena njegovih najljubših konkubin.
Al-Amin je poskušal za svoja dediča imenovati sinova Muso in Abdulaha. Musa je bil rojen leta 806 in je že v mladosti med decembrom 823 in januarjem 824 umrl. Abdulah je dolgo živel na  dvorih naslednjih kalifov in je bil edini, ki je nadaljeval al-Aminovo linijo.

### Druga razmerja
Po besedah muslimanskega zgodovinarja al-Tabarija se je al-Amin noro zaljubil v enega od svojih sužnjev po imenu Kautar, ki ga je poimenoval po reki v nebesih. V želji, da bi sina odvrnila od Kautarja, je al-Aminova mati vztrajala, da se njegove sužnje oblačijo v moška oblačila, da bi ga spodbudile k spolnim odnosom z njimi.

## Smrt
Leta 812 se je Tahir ibn Husein, abasidski general in guverner in poveljnik al-Mamunove vojske med državljansko vojno, utaboril blizu bagdadskih mestnih vrat Anbar in začel oblegati mesto. Posledice obleganja so bile še hujše zaradi divjanja zapornikov, ki so pobegnili iz zapora. Med obleganjem je bilo več hudih bitk, na primer pri al-Aminovi palači Kasr Halih, pri Darb al-Hidžari in pri vratih al-Šamasija.  Na splošno so se razmere za al-Amina slabšale in postal je depresiven. 
Ko je Tahir vdrl v mesto, se je al-Amin poskušal pogajati o varnem odhodu in pristal na predajo žezla, pečata in drugih simbolov svojega položaja. Al-Amin je nato poskušal pobegniti s čolnom, očitno tudi s temi simboli, in zavrnil opozorila, naj počaka. Al-Aminov beg so opazili in ga vrgli v vodo. Al-Aminu je uspelo priplavati do obale, kje so ga ujeli in nato usmrtili. Njegovo glavo so razstavili ob vratih  Anbar. Al-Tabari poroča, da je potem v Bagdadu zavladal mir. 
Po al-Maminovi smrti je k Zubaidi prišel eden od njenih evnuhov in jo prosil, naj se maščuje za al-Aminovo smrt, kar je  Zubaida  zavrnila. Ker al-Mamun ni hotel priznati al-Aminovega sina Muse za dediča, je prestol pripadel al-Mamunu.